# 农历五月
农历五月也稱蒲月，农历一年中第五个月份（如果之前没有闰月），仲夏，建午之月（马月），律中蕤宾，以夏至为中气。
中國俗稱農曆五月為惡月。日本則稱農曆五月為「皐月」，「皐」在日本有「插秧」的意思。

## 主要節日
- 五月初一，五年千歲封千歲誕辰；八仙何仙姑誕辰；南極長生帝君誕辰。
- 五月初五，端午節；五福大帝成道；白府千歲誕辰；南天駱恩師誕辰；五年千歲侯千歲誕辰。
- 五月初六，鑑真大師佛誕、五年千歲薛千歲誕辰。
- 五月初七，五年千歲耿千歲誕辰；巧聖先師誕辰。
- 五月十二，五年千歲盧千歲誕辰。
- 五月十三，城隍爺誕辰；關平太子誕辰。
- 五月十七，蕭府太傅誕辰。
- 五月十八， 張天師誕辰。
- 五月廿九，瑶族「夕九節」。